# Представницька асамблея
Представницька асамблея — політичний орган, в якому ряд осіб, що представляють населення або привілейовані порядки в межах населення держави, об'єднуються для обговорення, ведення переговорів з виконавчою владою (історично з королем або іншим правителем) та ухвалення законів. Функціонуючими прикладами політичних асамблей є Конгрес США та Парламент Сполученого Королівства.